# Cyathea perpelvigera
Cyathea perpelvigera är en ormbunkeart som beskrevs av Cornelis Rugier Willem Karel van Alderwerelt van Rosenburgh. Cyathea perpelvigera ingår i släktet Cyathea och familjen Cyatheaceae. Inga underarter finns listade.